# Stevia boliviensis
Stevia boliviensis là một loài thực vật có hoa trong họ Cúc. Loài này được Sch.Bip. ex Griseb. miêu tả khoa học đầu tiên năm 1879.